# Sudeterne
Sudeterne er en bjergkæde, som ligger i det nordøstlige Tjekkiet i grænseområdet mod Polen og Tyskland. Den er 325 km lang og i dens nordvestlige del, som kaldes Riesengebirge på tysk og Krkonoše på tjekkisk, findes Schneekoppe (tjekkisk Sněžka), som er Tjekkiets højeste bjerg med en højde på 1.602 m.
I knap 1.400 meters højde i Riesengebirge ved den lille by Špindlerův Mlýn, et meget velbesøgt turiststed, findes Elbens kilde.
Begrebet Sudeterne anvendes  i hverdagssproget også om tidligere tysktalende grænseområder i Tjekkiet. 
- Wikimedia Commons har flere filer relateret til Sudeterne

 Der er for få eller ingen kildehenvisninger i denne artikel, hvilket er et problem. Du kan hjælpe ved at angive troværdige kilder til de påstande, som fremføres i artiklen.

| Bjerg | Spire Denne artikel om et bjerg eller en bjergkæde er en spire som bør udbygges. Du er velkommen til at hjælpe Wikipedia ved at udvide den. |

50°44′10″N 15°44′24″Ø / 50.7361°N 15.74°Ø